# DDX19A
DDX19A (англ. DEAD-box helicase 19A) – білок, який кодується однойменним геном, розташованим у людей на 16-й хромосомі. Довжина поліпептидного ланцюга білка становить 478 амінокислот, а молекулярна маса — 53 975.
| 10         |  | 20         |  | 30         |  | 40         |  | 50         |
| ---------- |  | ---------- |  | ---------- |  | ---------- |  | ---------- |
| MATDSWALAV |  | DEQEAAVKSM |  | TNLQIKEEKV |  | KADTNGIIKT |  | STTAEKTDEE |
| EKEDRAAQSL |  | LNKLIRSNLV |  | DNTNQVEVLQ |  | RDPNSPLYSV |  | KSFEELRLKP |
| QLLQGVYAMG |  | FNRPSKIQEN |  | ALPMMLAEPP |  | QNLIAQSQSG |  | TGKTAAFVLA |
| MLSRVEPSDR |  | YPQCLCLSPT |  | YELALQTGKV |  | IEQMGKFYPE |  | LKLAYAVRGN |
| KLERGQKISE |  | QIVIGTPGTV |  | LDWCSKLKFI |  | DPKKIKVFVL |  | DEADVMIATQ |
| GHQDQSIRIQ |  | RMLPRNCQML |  | LFSATFEDSV |  | WKFAQKVVPD |  | PNVIKLKREE |
| ETLDTIKQYY |  | VLCSSRDEKF |  | QALCNLYGAI |  | TIAQAMIFCH |  | TRKTASWLAA |
| ELSKEGHQVA |  | LLSGEMMVEQ |  | RAAVIERFRE |  | GKEKVLVTTN |  | VCARGIDVEQ |
| VSVVINFDLP |  | VDKDGNPDNE |  | TYLHRIGRTG |  | RFGKRGLAVN |  | MVDSKHSMNI |
| LNRIQEHFNK |  | KIERLDTDDL |  | DEIEKIAN   |  |            |  |            |

A: Аланін

C: Цистеїн

D: Аспарагінова кислота

E: Глутамінова кислота

F: Фенілаланін

G: Гліцин

H: Гістидин

I: Ізолейцин

K: Лізин

L: Лейцин

M: Метіонін

N: Аспарагін

P: Пролін

Q: Глутамін

R: Аргінін

S: Серин

T: Треонін

V: Валін

W: Триптофан

Кодований геном білок за функціями належить до гідролаз, геліказ, фосфопротеїнів. 
Задіяний у таких біологічних процесах, як транспорт, транспорт білків, транспорт мРНК, транслокація, ацетилювання, альтернативний сплайсинг. 
Білок має сайт для зв'язування з АТФ, нуклеотидами, РНК. 
Локалізований у цитоплазмі, ядрі, мембрані, комплексі ядерної пори.